# Little Witch Academia
Pour les articles homonymes, voir Academia (homonymie).
Autre
Little Witch Academia (リトルウィッチアカデミア, Ritoru Witchi Akademia) est un court-métrage d'animation produit par le studio Trigger en 2013 pour l'Anime Mirai 2013. Le film a été créé et réalisé par Yoh Yoshinari et écrit par Masahiko Otsuka. Il a été diffusé dans des salles de cinéma le 2 mars 2013 puis a été proposé en version sous-titrée en anglais sur YouTube à partir du 19 avril 2013. Un second court-métrage partiellement financé sur le site Kickstarter, intitulé Little Witch Academia: The Enchanted Parade (リトルウィッチアカデミア 魔法仕掛けのパレード, Ritoru Witchi Akademia: Mahō Shikake no Parēdo) est sorti le 9 octobre 2015.
La maison d'édition Shūeisha a publié deux séries de manga relative à cet univers et Kadokawa Shoten une série en trois tomes, publiée en France par l'éditeur nobi nobi !.
Une série télévisée d'animation par le studio Trigger est diffusée entre janvier et juin 2017.

## Histoire
Akko Kagari étudie au sein de l'Académie de Magie de Luna Nova (ルーナノヴァ魔法学校, Rūna Nova Mahō Gakkō), une école pour jeunes sorcières. Elle s'est inscrite après avoir été impressionnée dans sa jeunesse par une sorcière nommée Shiny Chariot et elle passe le plus clair de son temps avec ses camarades de classe : Lotte Yanson et Sucy Manbavaran. Cependant, elle a des difficultés pour garder son attention en classe, ne sait même pas utiliser son balai et est mal vue à cause de son admiration pour Shiny Chariot dont beaucoup pensent qu'elle a donné une mauvaise impression des sorcières. Un jour, une de leurs enseignantes leur donne comme consigne d'explorer un labyrinthe et de ramener des trésors rares. Akko trouve alors le Bâton Étincelant qui appartenait à Shiny Chariot. Au même moment, la meilleure étudiante de l'école, Diana Cavendish, brise par inadvertance le sceau qui retenait un dragon dont la puissance augmente à chaque fois qu'il absorbe de la magie. Remarquant que le Bâton Étincelant a encore du pouvoir après toute ces années, le professeur envoie Akko et ses amies chercher la Pierre du Sorcier, la source du pouvoir magique de l'académie avant que le dragon ne la dévore et ne devienne invincible. En arrivant près de la Pierre, le Bâton Étincelant absorbe une partie de son pouvoir, ce qui permet à Akko de se battre contre le dragon. Et c'est dans une situation désespérée qu'Akko entend les mots de Shiny Chariot venues de nulle part lui rappelant que la magie c'est d'y croire. Elle retrouve ainsi confiance en elle pour utiliser le Bâton Étincelant à pleine puissance pour vaincre le dragon.
Dans le second court-métrage, sous-titré The Enchanted Parade, Akko, Lotte et Sucy ont une nouvelle fois causé des problèmes en cours et elles sont forcées de faire équipe avec trois autres trouble-fêtes de l'école : Amanda O'Neill, Constanze Braunschbank Albrechtsberger et Jasminka Antonenko. Leur punition commune consiste à organiser la parade annuelle des sorcières et que cela soit un succès. En cas contraire, elles seraient toutes les six obligées de redoubler cette année scolaire. Cependant, cette parade ne récolte chaque année que les moqueries des habitants de la ville tout en mettant en avant la chasse aux sorcières du Moyen Âge. Akko est déterminée à faire de ce spectacle une vitrine incroyable de ce à quoi doit ressembler la sorcellerie moderne. Mais alors que les ambitions d'Akko pour le festival augmentent, plusieurs disputes éclatent dans le groupe. Akko est cependant déterminée à montrer l'idéal de magie pour tous de Shiny Chariot. Elle compte donc utiliser le Bâton Étincelant pour prendre un peu de magie à la Pierre du Sorcier pour l'utiliser durant la parade. Durant le spectacle, des enfants mal intentionnés essaye de voler le bâton mais celui-ci est attrapé par un Titan qui avait été scellé sous la ville il y a longtemps. Heureusement, Akko est aidée par les autres sorcières et elle se réconcilie avec Lotte et Sucy. Les trois amies combinent leurs pouvoirs pour arrêter le Titan et le spectacle du combat a permis à la parade de finalement être un grand succès.

## Personnages
Atsuko "Akko" Kagari (アッコ・カガリ)
Voix japonaise : Megumi Han, voix française : Claire Tefnin
Le personnage principal, une fille énergique qui rejoint l'académie pour sorcière Luna Nova après avoir été impressionnée par Shiny Chariot. Ne venant d'une famille maîtrisant la magie, elle a parfois du mal à lancer des sortilèges.
Lotte Yanson (ロッテ・ヤンソン, Rotte Yanson)
Voix japonaise : Fumiko Orikasa, voix française : Audrey D'Hulstère
Amie de Akko et compagnon de chambre, elle reste timide et réservée derrière ses grandes lunettes. Dans The Enchanted Parade, elle chante une chanson qui permet d’apaiser les esprits.
Sucy Manbavaran (スーシィ・マンババラン, Sūshi Manbabaran)
Voix japonaise : Michiyo Murase, voix française : Mélanie Dambermont
L'autre ami et compagnon de chambre d'Akko, elle semble toujours un peu malade. Elle est spécialisée dans la concoction de potions aux effets variées. Elle adore utiliser des champignons empoisonnées dans ses sorts et ses potions.
Diana Cavendish (ダイアナ・キャベンディッシュ, Daiana Kyabendisshu)
Voix japonaise : Yōko Hikasa, voix française : Marielle Ostrowski
La meilleure élève de Luna Nova qui regarde Akko de haut, notamment à cause de son admiration pour Shiny Chariot. Malgré ce qu'elle dit, elle est secrètement une fan de Shiny.
Ursula Callistis (アーシュラ・カリスティス, Āshura Karisutisu) / Chariot Dunord (シャリオ・デュノール, Shario Dyunōru) / Shiny Chariot (シャイニィシャリオ, Shainī Shario)
Voix japonaise : Noriko Hidaka, voix française : Marie-Noëlle Hébrant
Une enseignante de l'Académie Luna Nova. Elle a les cheveux gris bleutés et porte des lunettes. Dans le déroulement du premier court-métrage, il est révélé qu'elle est en réalité Shiny Chariot, une populaire sorcière qui était spécialisée dans les spectacles spectaculaires et qui a motivé Akko à devenir une sorcière.
Hannah England (ハンナ・イングランド, Hanna Ingurando) et Barbara Parker (バーバラ・パーカー, Bābara Pākā)
Voix japonaise : Eri Nakao et Chinatsu Akasaki, voix française : Francine Laffineuse et Stéphanie Vondenhoff
Étudiantes de l'école, elles vouent toutes deux un culte à Diana et la suivent partout.

## Média

### Films d'animation
Little Witch Academia a été produit par Trigger lors d'une participation à l'Anime Mirai 2013 du Young Animator Training Project qui finance de jeunes animateurs, au côté d'autres courts-métrages produits par Madhouse, Zexcs et Gonzo. Le film a été créé et réalisé par Yoh Yoshinari et écrit par Masahiko Otsuka sur une musique de Michiru Ōshima. Little Witch Academia fut donc diffusé, de la même manière que les autres courts-métrages de l'Anime Mirai dans 14 cinémas japonais le 2 mars 2013. Trigger diffusa plus tard le court-métrage sur Niconico et, avec des sous-titres anglais, sur Youtube et Crunchyroll le 19 avril 2013. La version mise en ligne sur Youtube affichait plus de 850 000 vues au moment où elle a été supprimée du site pour préparer la sortie en Blu-Ray. Le court-métrage sorti en Blu-ray Disc non zoné le 24 octobre 2013,,. Le court-métrage est disponible en streaming sur Netflix avec notamment son doublage en français.
Le 5 juillet 2013, Trigger a annoncé à l'Anime Expo qu'un nouvel épisode intitulé Little Witch Academia: The Enchanted Parade, serait mis en chantier en réponse aux retours positifs que le premier épisode a reçu. Le projet commencera sa production en 2014 à la suite de la diffusion de la série Kill la Kill,. Ayant déjà les moyens financiers de produire un épisode d'une trentaine de minutes, Trigger lança une campagne Kickstarter pour pouvoir en proposer un d'une cinquantaine de minutes. Le Kickstarter fut lancé le 9 juillet 2013 et atteint son palier de 150 000 $ en moins de cinq heures. Un objectif de 500 000 $ fut ajouté pour permettre la production d'un documentaire de making-of et un commentaire audio pour le Blu-Ray,. Le Kickstarter récolta un total de 625 518 $. Le court-métrage fut présenté pour la première fois à l'Anime Expo 2015 et le 3 juillet 2015 pour les backers de Kickstarter,. Il fut par la suite diffusé dans des cinémas japonais le 9 octobre 2015. Otsuka déclara également que si cette suite devenait un succès, une série télé ou un long métrage pourrait potentiellement être produit. Ce film est depuis le 15 décembre 2015 disponible sur Netflix.
Un court-métrage crossover avec des personnages de Little Witch Academia et de Inferno Cop fut diffusé pour la première fois à l'AnimeNEXT 2015 le 13 juin 2015 et fut également projeté à l'Anime Expo 2015 le 2 juillet 2015.

#### Liste des films
| No | Titre français                             | Titre japonais                                | Titre japonais                               | Date de 1re diffusion           |
| No | Titre français                             | Kanji                                         | Rōmaji                                       | Date de 1re diffusion           |
| -- | ------------------------------------------ | --------------------------------------------- | -------------------------------------------- | ------------------------------- |
| 1  | Little Witch Academia                      | リトルウィッチアカデミア                      | Ritoru Witchi Akademia                       | 2 mars 2013 15 décembre 2015    |
| 2  | Little Witch Academia: La Parade Enchantée | リトルウィッチアカデミア 魔法仕掛けのパレード | Ritoru Witchi Akademia: Mahōjikake no Parēdo | 9 octobre 2015 15 décembre 2015 |

### Manga
Un court manga one-shot basé sur l'animé est dessiné par Terio Teri et publié dans le magazine Ultra Jump de Shūeisha le 19 août 2013. Un autre manga de Teri avec une histoire originale est sérialisé dans l'Ultra Jump entre le 19 août 2015 et le 20 novembre 2015. La série est compilée en un volume sorti le 19 janvier 2016.
Une autre série illustrée par Yuka Fujiwara, Little Witch Academia: Tsukiyo no Ōkan (リトルウィッチアカデミア 月夜の王冠, lit. "Little Witch Academia: The Midnight Crown"), commença dans le magazine Ribon de Shūeisha à partir du 3 septembre 2015.
Enfin en 2017, une nouvelle série dessinée par Keisuke Sato fut publiée dans le mensuel Shonen Ace et compilée en trois tomes format tankōbon chez l'éditeur Kadokawa Shoten. Cette série alterne adaptations d'épisodes de l'animé et histoires inédites. Elle fut publiée en France par l'éditeur nobi nobi !.

### Jeux vidéo
Un jeu vidéo développé par A+ Games et publié par Bandai Namco Entertainment, intitulé Little Witch Academia: Chamber of Time est sorti au Japon le 30 novembre 2017 et internationalement le 15 mai 2018 sur PlayStation 4 et Steam.
Un autre jeu vidéo intitulé Little Witch Academia: VR Broom Racing a été annoncé pour juin 2020.

### Série télévisée d'animation
Le 24 juin 2016, la série télévisée d’animation est annoncée à la fin de l'épisode final de Uchū Patrol Luluco,. Elle est diffusée du 9 janvier au 26 juin 2017,. Lors de la première partie, YURiKA (ja) interprète le générique de début intitulé Shiny Ray tandis que Yuiko Ōhara (ja) interprète le générique de fin intitulé Hoshi o Tadoreba (星を辿れば, litt. « Si vous suivez les étoiles »). Pour la deuxième partie, YURiKA interprète de nouveau le générique de début intitulé Mind Conductor tandis que Ōhara interprète Tōmei na Tsubasa (透明な翼, litt. « Ailes transparentes »).

#### Liste des épisodes
| No | Titre français                    | Titre japonais                                 | Titre japonais                 | Date de 1re diffusion        |
| No | Titre français                    | Kanji                                          | Rōmaji                         | Date de 1re diffusion        |
| -- | --------------------------------- | ---------------------------------------------- | ------------------------------ | ---------------------------- |
| 1  | Nouveau départ                    | 新たなるはじまり                               | Arata naru Hajimari            | 9 janvier 2017 30 juin 2017  |
| 2  | Papiliodia                        | パピリオディア                                 | Papiriodia                     | 16 janvier 2017 30 juin 2017 |
| 3  | Ne m’arrête pas maintenant        | Don't Stop Me Now                              | Don't Stop Me Now              | 23 janvier 2017 30 juin 2017 |
| 4  | Tombe la nuit                     | ナイトフォール                                 | Naito Fōru                     | 30 janvier 2017 30 juin 2017 |
| 5  | Le pacte du dragon                | ルーナノヴァと白い龍                           | Rūna Nova to Shiroi Ryū        | 6 février 2017 30 juin 2017  |
| 6  | La fontaine                       | ポラリスの泉                                   | Porarisu no Izumi              | 13 février 2017 30 juin 2017 |
| 7  | Sous les mers                     | オレンジサブマリナー                           | Orenji Sabumarinā              | 20 février 2017 30 juin 2017 |
| 8  | Akko dans le monde de Sucy        | 眠れる夢のスーシィ                             | Nemureru Yume no Sūshi         | 27 février 2017 30 juin 2017 |
| 9  | Le journal de voyage du squelette | ブライトンベリーアンデッド紀行                 | Buraitonberī Andeddo Kikō      | 6 mars 2017 30 juin 2017     |
| 10 | L’abeille qui rend amoureux       | 蜂騒ぎ                                         | Hachi Sawagi                   | 12 mars 2017 30 juin 2017    |
| 11 | Lune bleue                        | ブルームーン                                   | Burū Mūn                       | 19 mars 2017 30 juin 2017    |
| 12 | Ce que tu veux                    | What You Will                                  | What Yō Will                   | 26 mars 2017 30 juin 2017    |
| 13 | Le festival des moissons          | サムハインの魔法                               | Samuhain no Mahō               | 2 avril 2017 30 juin 2017    |
| 14 | La magie moderne                  | ニューエイジマジック                           | Nyū Eiji Majikku               | 9 avril 2017 15 août 2017    |
| 15 | Chariot de feu                    | チャリオット・オブ・ファイア                   | Chariotto obu Faia             | 16 avril 2017 15 août 2017   |
| 16 | L'épreuve de Pohjola              | ポホヨラの試練                                 | Pohoyora no Shiren             | 21 avril 2017 15 août 2017   |
| 17 | Amanda O'Neil et le Saint Graal   | アマンダ・オニール・アンド・ホーリー・グレイル | Amanda Onīru ando Hōrī Gureiru | 28 avril 2017 15 août 2017   |
| 18 | Décollage                         | 空中大戦争スタンシップ                         | Kūchū Daisensō Sutanshippu     | 7 mai 2017 15 août 2017      |
| 19 | Cavendish                         | キャベンディッシュ                             | Kyabendisshu                   | 14 mai 2017 15 août 2017     |
| 20 | Raison et sensibilité             | 知性と感性                                     | Chisei to Kansei               | 21 mai 2017 15 août 2017     |
| 21 | Discipline                        | ワガンディア                                   | Wagandia                       | 28 mai 2017 15 août 2017     |
| 22 | Ce que nous avons dit aujourd’hui | シャリオとクロワ                               | Shario to Kurowa               | 4 juin 2017 15 août 2017     |
| 23 | Hier                              | Yesterday                                      | Yesterday                      | 11 juin 2017 15 août 2017    |
| 24 | En route pour Actorus             | アルクトゥルスへの道                           | Arukuturusu e no Michi         | 18 juin 2017 15 août 2017    |
| 25 | Changements au bord du monde      | 言の葉の樹                                     | Koto no Ha no Ki               | 25 juin 2017 15 août 2017    |

## Accueil
En 2019, Crunchyroll l'a répertorié dans son "Top 100 des meilleurs anime des années 2010", le décrivant comme une "charmante histoire de passage à l'âge adulte". IGN a également répertorié Little Witch Academia parmi les meilleures séries animées des années 2010.